# Semiramisia
Semiramisia es un género   de plantas fanerógamas perteneciente a la familia Ericaceae.  Comprende 9 especies descritas y de estas, solo 2 aceptadas.

## Taxonomía
El género fue descrito por Johann Friedrich Klotzsch  y publicado en Linnaea 24: 15, 25. 1851. La especie tipo es: Semiramisia speciosa (Benth.) Klotzsch

## Especies aceptadas
A continuación se brinda un listado de las especies del género Semiramisia aceptadas hasta marzo de 2014, ordenadas alfabéticamente. Para cada una se indica el nombre binomial seguido del autor, abreviado según las convenciones y usos.
- Semiramisia karsteniana Klotzsch
- Semiramisia speciosa (Benth.) Klotzsch